# Australisk rördrom
Australisk rördrom (Botaurus poiciloptilus) är en fågel i familjen hägrar inom ordningen pelikanfåglar. Den förekommer i Australien, Nya Zeeland samt på Nya Kaledonien. Arten är fåtalig och minskar kraftigt i antal. Den är upptagen på IUCN:s röda lista som sårbar.

## Utseende och läte
Australisk rördrom är liksom andra rödrommar en satt, tjockhalsad medelstor häger med brunaktig, streckad fjäderdräkt. Kroppslängden är 66–76 cm (hanen mycket större än hanen) och vingbredden 105–118 cm. Fjäderdräkten varierar med ljusare och mörkare fåglar, de senare svartaktiga på håll, men också röda varianter med rödbrunt på ovansidan och kanelbeige huvudsidor och intermediära individer finns. Arten är typiskt mörkare än rördrom, framför allt på hals och rygg, med ljusare hjässa. Näbben är gul till beigefärgad, dock mörkbrun till gråsvart på övre näbbhalvans övre del. Ögat är gult till orangebrunt, det senare möjligen under häckning, medan benen är gröngula till mörkt olivgröna. Ungfågeln är ljusare än den adulta, med undersidan streckad i rödbrunt.
I dess utbredningsområde kan den australiska rödrommen möjligen förväxlas med ung rostnatthäger, men är större och kraftigare, med mindre hukad hållning, fläckig ovansida och ses vanligen enstaka, ej i smågrupper. Svart rördrom (Ixobrychus flavicollis) är också mindre och har just svart ovansida.
Lätena är lika rördrommens, ett vittljudande dovt bölande som hörs nattetid. Det inleds med fyra korta och dämpade flämtningar följt av ett läte som i engelsk litteratur återges som "woomph", en flämtning till och ett "woom”. Även korta och hårda "craak" hörs som varningsläte och honor avger ett bubblande ljud när de återvänder till boet.

## Utbredning och systematik
Fågeln förekommer i södra Australien inklusive Tasmanien, i Nya Zeeland och på Nya Kaledonien. Den behandlas som monotypisk, det vill säga att den inte delas in i några underarter. Arten är nära släkt med rördrommen (Botaurus stellaris) och har tidvis behandlats som underart till denna.

## Levnadssätt
Australiska rördrommen hittas i grunda våtmarker med söt- eller brackvatten, med en blandning av låg och hög växtlighet. Den födosöker mestadels nattetid efter fisk, grodor, kräftor och vattenlevande insekter. Fågeln lägger vanligen fyra ägg.

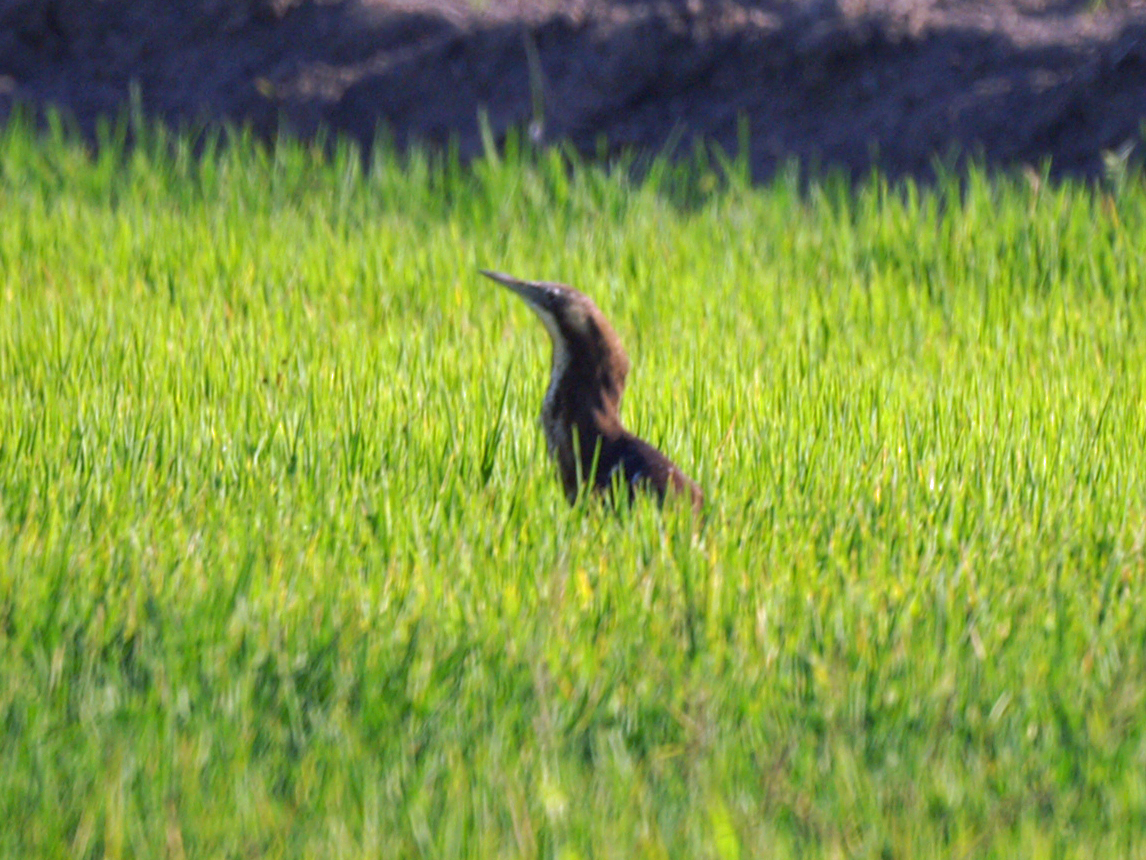

## Status och hot
Internationella naturvårdsunionen IUCN kategoriserar arten som sårbar. Beståndet är litet, uppskattat till endast mellan ungefär 1 000 och 2 500 vuxna individer, varav mellan 750 och 1 800 i Australien och 125 par på Nya Zeeland. Både i Australien och Nya Zeeland minskar arten kraftigt i antal, till följd av förlust av våtmarker.

## Taxonomi och namn
Australisk rördrom beskrevs taxonomiskt som art av Johann Georg Wagler 1827. Dess vetenskapliga artnamn poiciloptilus betyder "fläckad fjäder".